# Ліпе-Гури (Любуське воєводство)
Ліпе-Гури (пол. Lipie Góry) — село в Польщі, у гміні Стшельці-Краєнські Стшелецько-Дрезденецького повіту Любуського воєводства.
Населення — 437 осіб (2011).

## Демографія
Демографічна структура станом на 31 березня 2011 року:
|          | Загалом | Допрацездатний вік | Працездатний вік | Постпрацездатний вік |
| -------- | ------- | ------------------ | ---------------- | -------------------- |
| Чоловіки | 219     | 50                 | 154              | 15                   |
| Жінки    | 218     | 51                 | 128              | 39                   |
| Разом    | 437     | 101                | 282              | 54                   |